# Ортоарсенат аммония-магния
Ортоарсенат аммония-магния — неорганическое соединение, комплексная соль аммония, металла магния и мышьяковой кислоты с формулой NH4MgAsO4, бесцветные кристаллы, не растворимые в воде, образует кристаллогидраты.

## Получение
- Обработка растворов солей магния гидроарсенатом натрия в аммиачной среде:

{\displaystyle {\mathsf {MgCl_{2}+Na_{2}HAsO_{4}+NH_{3}\cdot H_{2}O+5H_{2}O\ {\xrightarrow {}}\ NH_{4}MgAsO_{4}\cdot 6H_{2}O\downarrow +2NaCl}}}

## Физические свойства
Ортоарсенат аммония-магния образует бесцветные кристаллы, плохо растворимые в воде и этаноле.
Образует кристаллогидраты состава NH4MgAsO4•n H2O, где n = 1 и 6.

## Химические свойства
- Разлагается при нагревании:

{\displaystyle {\mathsf {NH_{4}MgAsO_{4}\cdot 6H_{2}O\ {\xrightarrow[{-H_{2}O}]{125^{o}C}}\ NH_{4}MgAsO_{4}\cdot H_{2}O\ {\xrightarrow[{-H_{2}O,-NH_{3}}]{415^{o}C}}\ Mg_{2}As_{2}O_{7}}}}